# THE BRIDGE/ブリッジ
『THE BRIDGE/ブリッジ』（スウェーデン語: Bron, デンマーク語: Broen）は、スウェーデンとデンマーク合作のテレビドラマ。

## 概要
世界的ヒットとなったデンマークのドラマ「THE KILLING/キリング」のスタッフが、スウェーデンのドラマ「刑事ヴァランダー (Wallander)」シリーズの脚本家とタッグを組んだドラマである。
ジャンルはクライム、ミステリー、スリラー。
ドラマのセリフは、スウェーデン語とデンマーク語が半分ずつ使われており、本国ではそれぞれに字幕をつけて放送。

## 放映期間
シーズン1 全10話
- スウェーデン (SVT1)、デンマーク (DR1)：2011年9月-11月
- 日本 (スーパー!ドラマTV)：2013年3月-5月

シーズン2 全10話
- スウェーデン (SVT1)、デンマーク (DR1)：2013年9月-11月
- 日本 (スーパー!ドラマTV)：2014年9月-11月

シーズン3  全10話
- スウェーデン (SVT1)、デンマーク (DR1)：2015年9月-11月
- 日本 (スーパー!ドラマTV)：2016年4月-6月

シーズン4（ファイナルシーズン） 全8話
- スウェーデン (SVT1)、デンマーク (DR1)：2018年1月-2月
- 日本 (スーパー!ドラマTV)：2018年8月-9月

## あらすじ

### シーズン1のあらすじ
デンマークとスウェーデンをつなぐ、オーレスン橋のライトが突然消える。48秒の沈黙が終わり電源が復旧すると、その国境線上には切断された女性の遺体があった。上半身はスウェーデン側、下半身はデンマーク側。そして、その上半身はスウェーデンの政治家、下半身はデンマークの娼婦、まったくの別人の物だった。スウェーデン・マルメ県警の女性刑事サーガ・ノレーンとデンマーク・コペンハーゲン警察の刑事マーティン・ローデは、共同で捜査を開始する。
やがて事件は、意外な展開を見せはじめ…。

### シーズン2のあらすじ
デンマークとスウェーデンをつなぐオーレスン橋。海峡を航行していたファクスボ号が航路を外れ、そのまま橋脚に衝突して止まる。船から発見されたのは、鎖で繋がれたデンマーク人とスウェーデン人の若い男女5人だった。
やがて、キツネ、ブタ、ネズミ、ウサギのマスクをかぶった4人組の犯行声明ともいえる動画がネットにアップされる。そして、ペスト菌によるパンデミック計画、毒入り食品の無差別殺人、爆破事件など、組織的な犯行でその手口は瞬く間にエスカレート。そんな中、捜査にあたったスウェーデン・マルメ県警のサーガ・ノレーンは、かつて「真実のテロリスト」事件で共に働いたコペンハーゲン警察のマーティン･ローデに連絡を取る。
一方、その事件で息子を失い、深い悲しみの中にいたマーティン。しかし要請を受けたマーティンは、再び共同捜査に乗り出してゆく…。

### シーズン3のあらすじ
スウェーデン、マルメ。工事中のビル内で奇妙な死体が発見される。被害者はヘル・アンカー。LGBT問題に取り組むレズビアンの活動家で、死体は男性と子供のマネキンと食卓を囲むような形で放置されていた。被害者がデンマーク人であったことから、マルメ警察の刑事サーガ・ノレーンは、またもコペンハーゲン警察と合同で捜査を進めることになるのだが…。

### シーズン4のあらすじ
ヘル・アンカー殺害をはじめとする一連の事件が収束して、2年が経った。
ある女性が石打ちの刑に処されたかのような形で惨殺された。遺体はデンマーク入国管理局の局長、マーガレテ・トアモウだと判明。彼女は最近イラン人同性愛者ターリックの国外退去を決定した後に祝杯を挙げたことで非難されており、それが理由かと思われた。ヘンリック・セアボーは同じくコペンハーゲン警察の刑事ヨナス・マンドロップと共に捜査を開始する…。
一方、サーガ・ノレーンは母親を殺害した罪でイースタッドの女性刑務所で服役していた…。

## 登場人物/キャスト
サーガ・ノレーン (Saga Norén)
演 - ソフィア・ヘリーン (Sofia Helin)、日本語吹替 - 甲斐田裕子
出演 - シーズン1〜ファイナルシーズン
スウェーデン・マルメ県警の女性刑事。巧みな情報分析と推理力を誇る捜査チームのリーダー。他者の感情を理解できず、アスペルガー症候群を患っている と思われる。
極度のワーカーホリックである。
マーティン・ローデ (Martin Rohde)
演 - キム・ボドゥニア、日本語吹替 - 楠見尚己
出演 - シーズン1〜シーズン2
デンマーク・コペンハーゲン警察の刑事。社交的で人情家。2回の離婚歴があり、現在の妻メッテとの間に3人の子供がいる。最近、パイプカット手術をしたばかり。
ヘンリック・セアボー (Henrik Sabroe)
演 - トゥーレ・リントハート、日本語吹替 - 興津和幸
出演 - シーズン3〜ファイナルシーズン
デンマーク・コペンハーゲン警察の刑事。
サーガと出会い、優秀な刑事である彼女に迷宮入りの事件ファイルを見てくれるよう頼む。
妻と二人の娘がいるが、世間には隠しているという事実がある。
ヨナス・マンドロップ (Jonas Mandrup)
演 - ミケール・ビアクケーア (Mikael Birkkjær)、日本語吹替 - 宮内敦士
出演 - ファイナルシーズン
デンマーク・コペンハーゲン警察の刑事。
ヘンリックと事件の捜査を開始する。
同性愛者を毛嫌いしており、口を開くたびに不適切な発言をする男。
ヨーン・ルンドクヴィスト (John Lundqvist)
演 - ラファエル・ペッテション (Rafael Pettersson)、日本語吹替 - 新田英人
出演 - シーズン1〜ファイナルシーズン
スウェーデン・マルメ県警の警察官。ITのエキスパートで、サーガからも全幅の信頼を得ている。
私生活では離婚し、娘を育てている。
ハンス・ペッテション (Hans Petterson)
演 - ダグ・マルンベル (Dag Malmberg)、日本語吹替 - 有本欽隆
出演 - シーズン1〜シーズン3
スウェーデン・マルメ県警の刑事。サーガの上司で、彼女の最良の理解者。
妻はデンマーク・コペンハーゲン警察署長のリリアン・ペッテションである。
リン・ビョルクマン (Linn Björkman)
演 - マリーア・クッレ (Maria Kulle)、日本語吹替 - 高島雅羅
出演 - シーズン3〜ファイナルシーズン
マルメ県警の警察官で、サーガの新しい上司。部下には単刀直入で、明確な答えと確実な結果を求める。
リリアン・ペッテション (Lillian Petterson)
演 - サーラ・ボベア (Sarah Boberg)、日本語吹替 - 北條文栄
出演 - シーズン1〜ファイナルシーズン
デンマーク・コペンハーゲン警察署長。夫は、スウェーデン・マルメ県警の刑事であるハンス・ペッテション。
旧姓はラーセン (Larsen)。

### シーズン1の登場人物
ダニエル・フェルベ (Daniel Ferbé)
演 - クレスチャン・ヒルボリィ、日本語吹替 - 細谷佳正
スウェーデンのジャーナリスト。犯人から犯行声明の受け取り手に選ばれる。
ステファン・リンドベリィ (Stefan Lindberg)
演 - マグヌス・クレッペル、日本語吹替 - 檀臣幸
スウェーデン・マルメの福祉職員。
ソニア・リンドベリィ (Sonja Lindberg)
演 - マリア・サンドボム
ステファンの妹。
シャーロッテ (Charlotte Söringer)
演 - エレン・ヒリングス、日本語吹替- 西宏子
不動産王ヨーランの妻。夫の心臓移植手術を心待ちにしている。
ビャアン (Bjørn)
演 - モーテン・スアバレ
ホームレス。元船乗りで粗暴な男。
ベニング (Henning)
演 - オーレ・ボイスン
コペンハーゲン警察の刑事。捜査中の不祥事により謹慎中。
アニヤ (Anja)
演 - ファンニ・ケテル
家出少女。
メッテ・ローデ (Mette Rohde)
演 - プク・シャーバウ、日本語吹替 - 浅野まゆみ
マーティンの３番目の妻。５人の子供を持つ母親。夫マーティンとは別居中で、シングルマザーとして奮闘中。
シーズン2にも登場。
アウグスト・ローデ (August Rohde)
演 - エミール・ビルク・ハートマン、日本語吹替 - 山崎健太郎
マーティンと前妻との間の子。長男。19歳。
職も無く居候中。
セバスチアン (Sebastian)
演 - ラース・シモンセン、日本語吹替 - 西凜太朗
メッテに言い寄るセールスマン。

### シーズン2の登場人物
ヴィクトリア・ノードグレン (Viktoria Nordgren)
演 - トーヴァ・マグヌソン＝ノーリング、日本語吹替 - よのひかり
製薬会社メディソーヌスのCEO。
余命6ヶ月と宣告されており、死ぬ前にやりたいことリストの消化と仕事に没頭している。唯一の親族である兄オリヴェルは隣に住んでいる。オリヴェルの妻ゲオトルツもメディソーヌスの社員。
カオリーネ・ブランストルップ (Caroline Brandstrup)
演 - ロッテ・ムンク、日本語吹替 - 中村綾
EUサミットの運営委員。
基調演説の予定者が急死し、ヴィクトリアに講演を依頼。姉ボーディルからの誕生日祝いでもらった電話番号の相手の男も、毒殺される。姉ボーディルはジャーナリストで、ヴィクトリアの自伝を書くよう依頼を受けている。

### シーズン3の登場人物
リーセ･フリース・アナセン (Lise Friis Andersen)
演 - ソニア・リクター、日本語吹替 - 魏涼子
何かと物議を醸すも影響力を持つデンマークのブロガー。元弁護士。
伝統とこれまでの社会のあり方を守ろうと、保守派として同性愛者に対する嫌悪感を堂々と表明する。事件の第一被害者ヘル・アンカーも同性愛者であったことから、名指しでコメントを公表し世間を騒がせる。
フレディ・ホルスト (Freddie Holst)
演 - ニコラス・ブロ、日本語吹替 - 遠藤純一
デンマークで成功している実業家。
芸術品を集めており、そのコレクションはデンマークで一番といわれている。プライベートコレクションの展覧会を始めたばかり。妊娠中の妻オーセは、元ビジネス・パートナーのクラーエス・サンドバリの元妻。
クラーエス・サンドバリ (Claes Sandberg)
演 - レーベン・サルマンデル、日本語吹替 - 高瀬右光
元ビジネス・パートナーのフレディ・ホルストに、資産と元妻オーセを奪われた経験を生かして、新たな人生をはじめようと、自己啓発本を執筆。現在は、各地を講演して回っている。思わぬ状況で事件に巻き込まれることに。

### ファイナルシーズンの登場人物
ケヴィン (Kevin)
演 - エリオット・クロセット・ホーブ、日本語吹替 - 山本善寿
ヘンリックが通うサポートグループで出会い仲良くなった、車椅子の男。事故で足が不自由になった。

## テーマソング
Choir of Young Believers「Hollow Talk」

## リメイク
アメリカ合衆国（エルパソ）とメキシコ（シウダー・フアレス）の国境を舞台とした米版リメイク『The Bridge』が、2013年7月から2014年10月まで（全2シーズン）アメリカFX局にて放送された。日本では『ブリッジ 〜国境に潜む闇』としてFOXチャンネルにて放送された。
英仏海峡トンネルを舞台としたイギリスとフランス合作のリメイク『The Tunnel』が、2013年10月から2018年6月まで（全3シーズン）英 Sky Atlantic 局と仏 Canal+ 局にて放送された。日本では動画配信サービスサイトHuluにて『トンネル ～国境に落ちた血』として配信。
ロシア（イヴァンゴロド）と
エストニア（ナルヴァ）の国境を舞台とした露版リメイク『The Bridge (Russian TV series)』が、2018年5月にロシアNTV (НТВ) 局で放送。